# Huaxun Center
Le Huaxun Center est un gratte-ciel en construction à Shenzhen en Chine. Il s'élèvera à 286 mètres. Son achèvement est prévu pour 2018. 